# Воробьёва, Елена Анатольевна
Еле́на Анато́льевна Воробьёва (род. 12.10.1984, Ленинград) — российская спортсменка, многократный призёр чемпионатов России, Европы и мира по каратэ-кёкусинкай. Заслуженный Мастер спорта по Киокусинкай, Мастер Спорта Международного класса по Тайскому Боксу.

## Биография
Елена Анатольевна Воробьева родилась 12 октября 1984 года. Отец — Анатолий Воробьев, мать — Ольга Воробьева 1961 года рождения. Есть брат — Валерий 1986 года рождения, так же как и Елена (и их мать) тренирует детей и взрослых карате.
В 1990 году поступила в школу № 182.
В 1993 году перешла в школу № 164. В этом же году начала заниматься киокусинкай каратэ у Заслуженного тренера России Ильмова Евгения Александровича.
В 2000 году окончила школу и поступила в Государственную Академию Физической Культуры им. П. Ф. Лесгафта.
Повышает бойцовский уровень у тренера Кои но Такинобори Рю Андрея Кочергина.
Постоянно выступает на соревнованиях. Занимается тренерской работой, изучает японский язык.

## Список боёв и титулов
1. Первый открытый чемпионат Невского района г. Санкт-Петербурга по каратэ-до, 12 ноября 1995 года — 2 место
2. Зотов, 7 мая 1997 года — 2 место
3. Чемпионат клуба мастер-лига, 28 февраля 1998 год
4. 26 апреля 1998 — 1 место
5. Чемпионат Санкт-Петербурга среди женщин, декабрь 1998 год
6. 1999 — 1 место
7. Чемпионат клуба Ояма’с каратэ киокушин, 14 марта 1999 год — 1 место
8. Открытое первенство Лоухской ДЮСШ № 1, 21 марта 1999 год — 1 место
9. Чемпионат России по кекушинкай каратэ, 31 октября 1999 год — 3 место
10. Чемпионат города по кекушинкай каратэ, 25 апреля 1999 год — 1 место
11. Чемпионат города, 23 мая 1999 год — 2 место
12. Открытое первенство Санкт-Петербурга, 16 января 2000 год — 1 место
13. Кубок России по спортивному контактному каратэ, 20 февраля 2000 год — 3 место
14. Чемпионат России по кёкусинкай каратэ (IKO), 2000 год — 1 место
15. Открытый чемпионата Санкт-Петербурга по кекушинкай каратэ-до, 28 мая 2000 год — 1 место
16. III открытое первенство СПб ГАФК им. П. Ф. Лесгафта по кикбоксингу, 22 декабря 2001 год — 1 место + лучшая техника
17. Чемпионат России по кекушинкай каратэ, 27-28 октября 2001 год — 1 место + чемпионка России по тамэсивари
18. Первенство России среди детей, юношей и девушек по кекушинкай каратэ, 28-29 апреля 2001 год — 1 место
19. 2-й Кубок Мира по кёкусинкай каратэ, 24 июня 2001 год
20. Первенство СПб ГАФК им. П. Ф. Лесгафта по нокдаун каратэ, 19 января 2002 год — 1 место
21. Чемпионат Санкт-Петербурга Ояма-каратэ — 2002 год 1 место + лучшая техника
22. Открытый кубок России 2002, 9-10 февраля 2002 год — 1 место
23. Первенство России среди детей, юношей и девушек по кёкусинкай каратэ, 30-31 марта 2002 год — 1 место
24. Чемпионат России по кёкусинкай каратэ, 16-17 ноября 2002 год — 1 место
25. Чемпионат России по боксу-сават, апрель 2003 год — 1 место
26. Чемпионат мира по ашихара каратэ, 19 апреля 2003 год — 1 место + лучший боец
27. Отборочные бои Чемпионата Мира по Сават, 5-6 сентября 2003 — финалистка Чемпионата Мира, затем — 2 место
28. Чемпионат Мира среди женщин по кекушинкай каратэ, июль 2003 — 2 место
29. Чемпионат России по кёкусинкай каратэ, 5-6 октября 2003г — 1 место
30. Чемпионат Европы, 15 мая 2004 г. Риза — 2 место
31. Чемпионат Московской области по кёкусинкай каратэ, 19 сентября 2004 — 2 место
32. Чемпионат России по кёкусинкай, 23-24 октября 2004 — 1 место
33. Чемпионат России по ката, 23-24 октября 2004 — 2 место
34. Чемпионат России Погранвойск (Габбасов) — 1 место
35. Чемпионат Санкт-Петербурга, 17 апреля 2005г — 1 место
36. 23-й весовой Чемпионат Европы (IKO) в Киеве, 23 мая 2009г — 1 место
37. 5-й Чемпионат Мира среди женщин — 1 место
38. Чемпионат мира по Киокушинкай среди женщин 15.04.2012 Токио — 1 место
39. Чемпионат Америки 25.08.2012 — 1 место
40. Чемпионат мира по Киокушинкай среди женщин 28.04.2013 Токио — 2 место